# Шаматалюк Євген Вікторович
Євге́н Ві́кторович Шаматалю́к (нар. 9 червня 1990, с. Тарасівка Тульчинського району Вінницької області) — український військовослужбовець, полковник Збройних Сил України. Герой України (2022).

## Життєпис
Народився 9 червня 1990 року у селі Тарасівка Тульчинського району Вінницької області. Закінчив Київський військовий ліцей імені Івана Богуна та Львівський інститут сухопутних військ.
Заступник командира аеромобільно-десантної роти — інструктор з повітрянодесантної підготовки 79-ї окремої аеромобільної бригади. З березня 2014 року — на фронті. Перебував на блокпосту з окупованим Кримом, під Волновахою, Слов'янськом. 28 липня на Луганщині поранений вперше — везли набої та продовольство військовикам, він був старшим колони, потрапили в засідку терористів. Осколок влучив у стегно, оперований. Після реабілітації знову в строю .
28 вересня 2014 року при заходженні колони зведеного підрозділу до аеропорту «Донецьк» терористи із засади відкрили вогонь. Підрозділ зайняв кругову оборону, розпочавши вогонь у відповідь. Під час відбиття атаки Шаматалюк дістав тяжке поранення, ушкоджені внутрішні органи. Того дня у бою полягло сім вояків.
Його одужання в Миколаєві очікували дружина та однорічний син.

### Російське вторгнення в Україну (2022)
У ході російського вторгнення в Україну 2022 року підполковник Євген Шаматалюк виявив вогневі точки противника та спроможності його оборони, внаслідок чого здобуто необхідні відомості про ворога та взято в полон понад 10 військовослужбовців противника та зброю. Крім того, в районі Кам'янки Харківської області його підрозділи виконували завдання з недопущення прориву ворога в напрямку Мала Комишуваха — Долина. Командир батальйону 95 ОДШб.
19 січня 2024 року під час церемонії у Маріїнському палаці Президент України Володимир Зеленський вручив 30 сертифікатів на отримання квартир військовослужбовцям Сил оборони, яким присвоєно звання Героя України, та родинам полеглих Героїв; один із сертифікатів було вручено полковнику Євгену Шаматалюку.
З 2024 року командир 79-тої окремої десантно-штурмової бригади .

## Нагороди
- звання «Герой України» з врученням ордена «Золота Зірка» (2022) — за особисту мужність і героїзм, виявлені у захисті державного суверенітету та територіальної цілісності України, вірність військовій присязі[5][6].
- орден Богдана Хмельницького III ступеня (27.11.2014) — за особисту мужність і героїзм, виявлені у захисті державного суверенітету та територіальної цілісності України, вірність військовій присязі під час російсько-української війни[7].